# 神谷明のオールナイトニッポン
神谷明のオールナイトニッポン（かみやあきらのオールナイトニッポン）は、ニッポン放送制作の深夜番組『オールナイトニッポン』の金曜2部（毎週金曜日27:00 - 29:00）で1979年4月6日から1980年3月28日まで放送されていたラジオ番組。パーソナリティは声優の神谷明。

## 概要
本番組が放送されていた当時は第二次アニメブームのさなかで声優人気が高まっていた頃でもあり、その中で起用された。当時神谷明本人も『榊原郁恵と神谷明の娘ざかり青春ベストテン』（1978年10月 - 1979年3月、毎週木曜日20:00 - 21:00）、『郁恵と明のはなきんパーティー』（榊原郁恵と共演、1980年10月 - 1981年3月、毎週金曜日20:00 - 21:00）とニッポン放送で多くレギュラーパーソナリティを務めており、本番組が放送されていた当時も『OH!サンデー ミッチとアキラの底抜け日曜拳銃』（堀江美都子と共演、1979年4月 - 1980年3月、毎週日曜日11:00 - 11:30）とニッポン放送で二本掛け持ちだった。
コーナーの中では特に『あなたもスーパーマン 明のギネスブック』コーナーが、みんなが競ってバカバカしいほどの記録に挑戦して盛り上がったことで、本番組放送当時だけでなく後々にまで語り草になった他、嘉門タツオ（当時は笑福亭笑光）との奇縁と親交を生むきっかけともなった（後述）。

## 主なコーナー
あなたもスーパーマン 明のギネスブック
- 本番組中で人気の高かったコーナー[1]。「スーパーマンはあこがれのまたあこがれ、僕たちだって自分だけにしかないもの、“自分だけのスーパーマン”を捜そう」という趣旨・テーマで企画された[1]。とにかくギネスブックに載ってないことに挑戦しようと多くのリスナーによって様々なバカバカしいチャレンジとその報告が送られて来た[1]。そしてこのコーナーで“ギネスブック認定”となるのには、スタッフがこの競技に実際に挑戦してギブアップすることが条件となっていた[1]。
- 以下は実際にこのコーナーで行われた“競技”の一部。
  - 靴下50枚履き[1]
  - マッチ棒だけで2メートルの家を建てる[1]
  - 2メートルつなげたストローでジュースを飲む[1]
  - コーラ1リットル早飲み[3]。
  - 十円硬貨を出来るだけ多く口の中に詰める[3]
  - 出来るだけ大きな折鶴を作る（全長11メートル。新聞紙640枚を使って作られた）[1]
- しかし、当時笑福亭鶴光、角淳一らがレギュラー出演していた『MBSヤングタウン』（ヤンタン）木曜日宛に、このコーナーのことを「東京の番組でも同じことをやっている」とした投書が舞い込んだことで、本番組との間で「ウチが元祖だ」などの論争となる[2]。当時ヤングタウン木曜では笑福亭笑光（現・嘉門タツオ）がレギュラー出演する『笑光の笑い求めて三千里』コーナーをやっており[4]、そのコーナーでも「鼻の穴に十円硬貨を何枚詰められるか」などの記録に挑戦する企画をやっていた[2]。そこで神谷、笑光両者が“殴り込み”といった形でお互いの番組に乗り込んで出演するようになり、ヤンタンの方で行われた“最終決戦”では「枝豆ほおばりレース」「トイレットペーパー早ほどき」で二人が対決。結果は神谷の圧勝となり、負けた笑光は鶴光から罰として丸刈りを命じられる羽目になった[4]。
- このコーナーはその後、本番組終了後の1980年10月からスタートした同じニッポン放送の番組『郁恵と明のはなきんパーティー』にも『ギネスコーナー』として継承されている[5]。

バースデイメッセージ
- 毎週その週に誕生日を迎えるリスナーを募集し、それに対して神谷が放送中に「おめでとう」をコール。そしてそのリスナーたちには、右手にはがきを持ち、左手に花束を持って上に掲げた神谷の似顔絵イラスト入りのバースデーカードが贈られた。このコーナーには毎週500通以上のはがきが寄せられていた[6]。

明のショートショートショート
- 毎週声優や有名人を迎えて神谷と一緒に演じていたラジオドラマコーナー。

角川春樹の俳句教室
- 俳誌『河』の選者であった俳人の吉田鴻司と一緒に送っていた、リスナーからの俳句を紹介するコーナー。リスナー作の俳句を10位から1位までランキング付けして紹介していた。『河』がらみのコーナーであったため、角川春樹の冠コーナーだった。
  - 他